# آلن بال
آلن بال (به انگلیسی: Alan E. Ball) فیلم‌نامه‌نویس، کارگردان و تهیه‌کننده فیلم تلویزیون و تئاتر آمریکایی است.
او فیلمنامه فیلم زیبایی آمریکایی (۱۹۹۹) را نوشت و برای آن جایزه اسکار بهترین فیلم‌نامه غیراقتباسی را دریافت کرد. او همچنین مجموعه‌های شش فوت زیر زمین و خون حقیقی را ساخت، آثاری که برای آنها جوایز امی و همچنین جوایزی از انجمن نویسندگان آمریکا ، کارگردانان آمریکا و جایزه انجمن تهیه‌کنندگان آمریکادریافت کرد. او تهیه کننده اجرایی سریال تلویزیونی بانشی از کمپانی سینمکس بود. او همچنین فیلم عمو فرانک (۲۰۲۰) را نویسندگی و کارگردانی کرد.

## آغاز کار
بال در سال ۱۹۸۰ با مدرک هنرهای تئاتر از ایالت فلوریدا فارغ التحصیل شد. پس از کالج، او به عنوان نمایشنامه نویس در شرکت تئاترهای عمومی در ساراسوتا، فلوریدا شروع به کار کرد.